# Banque des fermiers de Rustico
La Banque des fermiers de Rustico est une ancienne banque coopérative de Rustico à l'Île-du-Prince-Édouard (Canada), active entre 1864 et 1894, et qui fut la première caisse d'épargne au Canada. L'édifice a été reconnu comme lieu historique national en 1959 et abrite un musée racontant l'histoire de la banque.

## Localisation
L'édifice de la banque des fermiers de Rustico est situé au 2188, chemin Church à Rustico. Il fait partie d'un ensemble institutionnel comprenant l'église Sainte-Augustine ainsi que la maison Doucet, l'une des plus vieilles demeures de l'île.

## Histoire
La banque des fermiers de Rustico est l’œuvre de l'abbé Georges-Antoine Belcourt. Il arriva à Rustico en 1859. Il remarque rapidement le manque d'instruction et de l'état financier lamentable de ses fidèles. Il fonda entre autres un « Institut catholique ». C'est au cours des rencontres et des sessions d'études qu'il décida de fonder la Banque des fermiers. 
Il utilisa toute son influence et ramassa 4 000 $ auprès des 350 familles acadiennes de la paroisse. Il convainquit l'assemblée législative de l'Île-du-Prince-Édouard d'adopter une loi constituant la banque à l’unanimité. Elle fut promulguée le 21 avril 1863. Cette position n'était pas surprenante car l'île était en continuel manque de liquidité et la création d'une nouvelle banque, si petite soit-elle, était la bienvenue.
La sanction royale de la banque fut en partie retardée par le petit capital initial de cette dernière, qui équivalait à 800 livre sterling, le duc de Newcastle fit part au gouverneur de l'île de sa stupéfaction. Sa dernier lui répondit que cette banque respectait en tout point la loi sur les banques. Elle reçut finalement la sanction royale le 7 avril 1864. Elle devint alors la plus petite banque à charte de l'Amérique du Nord britannique et peut-être même de l'Empire britannique.
La construction de la salle paroissiale débuta en 1861. Elle fut construite à partir du grès rouge de l'île, un matériau rarement utilisé. L'édifice fut complété en 1867 et la banque loua à la paroisse une portion du rez-de-chaussée.
Jérôme Doiron, un fermier, a été le premier président de la banque et Maria Blanchard, une institutrice la première caissière lors de son ouverture. Bien que les premiers membres furent uniquement Acadiens, une fois la banque établie, un grand nombre d'anglophones des environs devinrent membres.
La loi fédérale sur les banques de 1871, marqua le début de la fin pour cette banque. La nouvelle loi stipulait que pour avoir une charte, une banque devait avoir un actif de 500 000 $ alors que la banque des fermiers n'avait seulement 10 000 $ en actif. Elle continua à fonctionner sur la charte provinciale jusqu'au fin de cette dernière le 1er juin 1889. En 1891, une demande spéciale fut faite pour prolonger la charte, qui prit fin le 1er juin 1894, ce qui mit fin à la banque.
Il est fort probable qu'Alphonse Desjardins, qui était sténographe au Hansard à Ottawa a probablement entendu parler de la banque. Il s'instruisit sur le sujet pendant trois ans et il fonda la caisse populaire de Lévis en 1900.
L'édifice de la banque des fermiers de Rustico a été désigné lieu historique national par la commission des lieux et monuments historiques du Canada le 25 mai 1959 en tant que l'une des premières caisses d'épargne du Canada. Il a été désigné lieu patrimonial provincial par la province de l'Île-du-Prince-Édouard le 10 mai 2011.

## Édifice

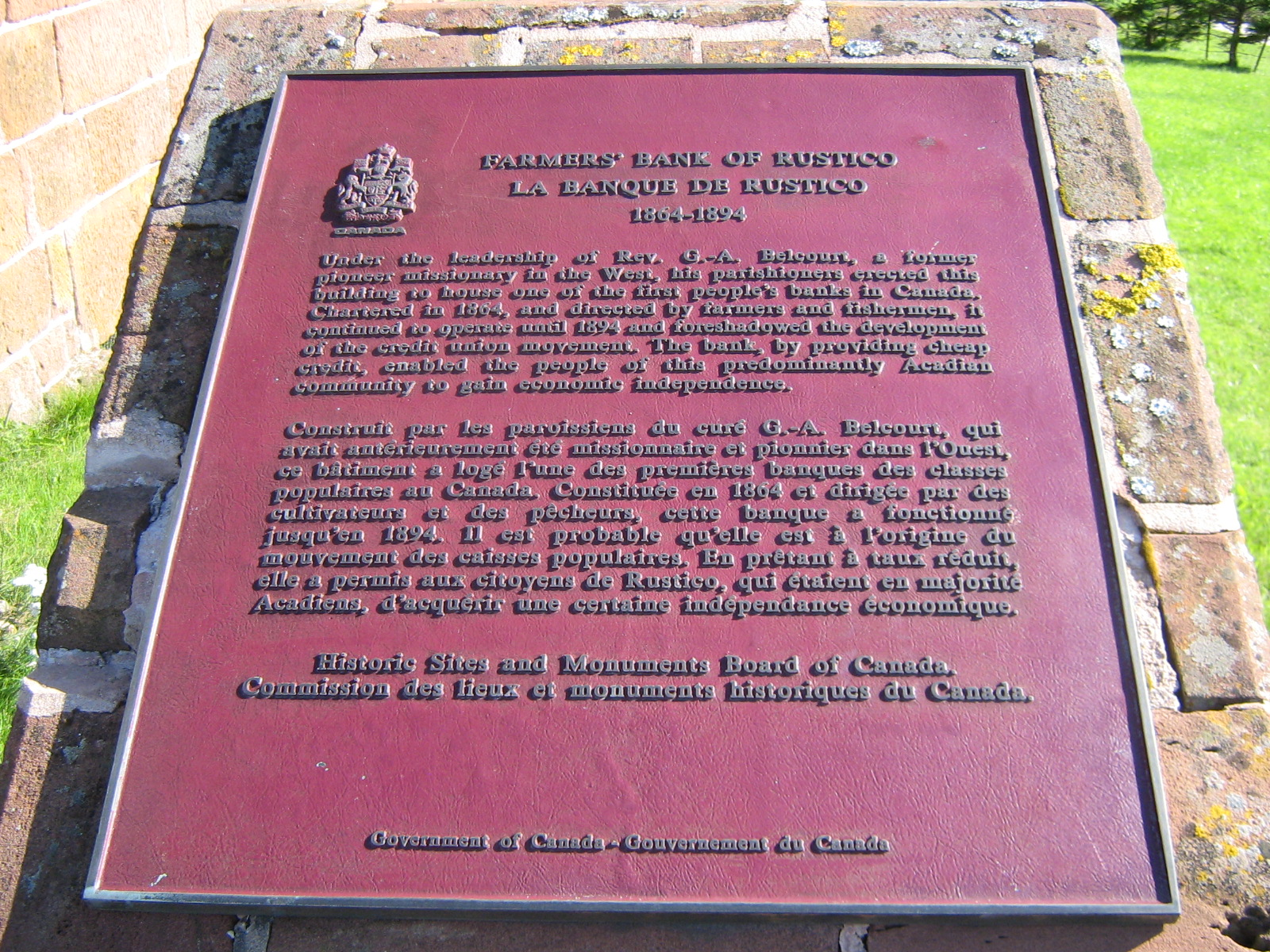
Plaque de la commission des lieux et monuments historiques du Canada.

L'édifice de la banque des fermiers de Rustico est un édifice construit entre 1861 et 1863 dans le style classique britannique. Il a été construit à partir de grès de l'Île-du-Prince-Édouard provenant de carrières situé à St. Ann's et à Rustico. Les dix-sept types de coupe que l'on retrouve sur les pierres indique que l'édifice a été construit de façon communautaire. Il s'agit d'un édifice d'un étage et demi construit dans un style simple avec la porte située au centre de la façade et avec sept fenêtres à guillotine disposées de façon symétrique. Le toit est en bardeau d'asphalte et est parallèle au chemin. L'édifice comprend aussi une voute carrée sur son mur ouest. 